# Luis Barahona de Soto
Luis Barahona de Soto (Lucena, 1548 - Archidona, 5 de novembro de 1595), foi um poeta e escritor espanhol, considerado um dos melhores poetas e prosadores espanhóis do século XVI.

## Biografia
Luis Barahona de Soto nasceu em Lucena em 1548, em uma família nobre, porém empobrecida.
Sua obra poética destacou a influência da literatura italiana. Suas fábulas mitológicas, como Acteón, foram inspiradas em Ovídio e escritas em versos octonários; suas éclogas mais originais as compunha em hendecassílabos. Sua obra mais importante, no entanto, é um longo poema em oitava As Lágrimas de Angélica (Las lágrimas de Angélica, 1586),imitação do Orlando Furioso de Ludovico Ariosto, muito apreciado por Miguel de Cervantes e Félix Lope de Vega,de fato, o cura de Dom Quixote na famosa cena da biblioteca disse: "Eu teria chorado se tal livro houvesse mandado queimar, porque seu autor foi um dos poetas mais famosos não apenas da Espanha, mas do mundo".
Ele mantinha correspondência com importantes contemporâneos como o capitão Alonso de Céspedes, Diego Hurtado de Mendoza,Hernando de Acuña,e era amigo dos principais escritores andaluzes, incluindo Fernando de Herrera.
Em Antequera, então considerada uma pequena Atenas da época, Barahona de Soto foi discípulo do culto humanista e poeta Juan de Vilches, e após sua morte, foi para Granada em 1567, lutou contra os mouros,fez amigos como o poeta Gregorio Silvestre,e depois se mudou para Osuna, onde frequentou a academia de Cristóbal de Sandoval; depois, em Sevilha, estudou medicina, graduando-se em 1571,e praticando sua profissão em Archidona e Antequera. Ali ele se casou, pela primeira vez, com Isabel Sarmiento (1582), da qual nasceram duas filhas que não sobreviveram ao poeta, e no segundo casamento com Mariana de Navas (1591).
Entre seus outros trabalhos, pode-se citar a famosa Égloga de las hamadríades,que em sua invenção animada e seu acesso ao colorismo, ele antecipou o gongorismo.
Barahona de Soto traduziu livremente Ovídio e a Metamorfoses do poeta latino foi inspiração para sua Fábula de Vertumno e Pomonae Acteón, na qual estavam presentes elementos cômicos pré-barrocos:no primeiro trabalho ele descreveu como Vertumno conquistou sua amada Pomona, transformando-se em uma velha para a lisonjear e fazê-la se render diante do belo galante em que se torna; ao contrário, em Acteón, ele foi transformado em um cervo por Diana e devorado por seus próprios cães por ter contemplado o banho da deusa. Ambas as fábulas são traduções bastante fiéis de Ovídio, embora expandidas e livres de ecos ou alusões virgilianas a casos reais.
Um curioso trabalho em prosa também é atribuído a Barahona de Soto: Diálogos da arte da caça (Diálogos de la montería),caracterizados por elementos linguísticos típicos andaluzes do reino de Granada, diminutivos e palavras de origem árabe, bem como muitos citações sobre As lágrimas de Angélica.
Ele também compôs duas elegias, Na morte do rei Sebastião (A la muerte del rey don Sebastián), datada de 1578 e onde narra a batalha fatal de Alcácer-Quibir, e Na morte de Garcilaso (A la muerte de Garcilaso).
Barahona de Soto provou ser um poeta rico em graça e harmonia, um dos mais significativos do último Renascimento Hispânico. Morreu subitamente em 5 de novembro de 1595 e foi enterrado no dia seguinte em um túmulo da paróquia de Santa Ana de Archidona.